# Vergezocht
Vergezocht is een Nederlandse documentaireserie uit 2025 over Brabanders die geëmigreerd zijn naar het buitenland. De serie wordt gepresenteerd en geproduceerd door Martijn van der Sanden en uitgezonden op Omroep Brabant. Vergezocht is een vervolg op Brabant Wereldwijd, een serie die van 2013 tot 2017 te zien was op Omroep Brabant.
Op streamingdienst Brabant+ was het programma in april 2025 het best bekeken programma.

## Programmabeschrijving
In elke aflevering komen een of meerdere geëmigreerde Brabanders aan bod die zich inzetten voor maatschappelijke en duurzame projecten in het buitenland, zoals het bouwen van scholen, het verbeteren van voedselvoorziening of het beschermen van dieren. Zij worden gevolgd in hun dagelijks leven, zowel op werk- als persoonlijk vlak.
Kenmerkend aan het programma is dat Van der Sanden het hele programma zelf filmt en monteert, dit in tegenstelling tot andere televisieprogramma's.

## Afleveringen

### Seizoen 1 (2025)
| Nr. | Locatie                  | Beschrijving |
| --- | ------------------------ | --- |
| 1   | Oxapampa (Peru)          | Jolanda en Simone helpen Quechua-gemeenschappen in de Andes met het aanleggen van moestuinen op grote hoogte.                    |
| 2   | Arusha (Tanzania)        | Noud van Hout helpt verslaafde straatkinderen in Tanzania te werken aan hun toekomst, met raad en daad van de Watoto Foundation. |
| 3   | Bangkok (Thailand)       | Friso deelt voedselpakketten uit en werkt met zijn stichting aan structurele hulp voor de armsten.                               |
| 4   | Nairobi (Kenia)          | Kim zet zich in voor kinderen in de sloppenwijk Mathare, maar kan haar project tot tweemaal toe niet verwezenlijken.             |
| 5   | Ubud (Indonesië)         | Aad en Jacqueline voorzien de armste bewoners van Bali van schoon drinkwater door gebruik van waterfilters.                      |
| 6   | Costitx (Spanje)         | Stacey runt een opvangcentrum voor verwaarloosde dieren.                                                                         |
| 7   | Kuala Lumpur ( Maleisië) | Mike en Angelique ondersteunen de lokale bevolking met hun teruggeefproject MikeBikes.                                           |
| 8   | Phalaborwa (Zuid-Afrika) | Ed bouwt scholen met beveiligde dagopvang en helpt kinderen aan gezonde voeding in de townships van Phalaborwa.                  |